# サンガモン (護衛空母)
サンガモン (USS Sangamon, CVE-26) は、アメリカ海軍の護衛空母。サンガモン級航空母艦の1番艦。艦名はイリノイ州サンガモン郡を流れるサンガモン川に因んで命名された。その名を持つ艦としては2隻目。

## 艦歴
「サンガモン」はシマロン級給油艦から改装された護衛空母4隻の内の1隻であった。
最初は民間船「エッソ・トレントン (Esso Trenton, MC hull 7) 」の船名でニュージャージー州カーニーのフェデラル造船所で1939年3月13日に起工し、1939年11月4日にクララ・エセルボーンによって命名・進水し、スタンダード・オイル社によって運用された。
1940年10月22日にアメリカ海軍によって取得され、「サンガモン」と改名。艦隊給油艦 (AO-28) として1940年10月23日にJ. R. ダンカン艦長の指揮下で就役した。

### 1941年 - 1942年
西海岸及びハワイ水域での活動後、「サンガモン」は1941年の春に大西洋艦隊（アーネスト・キング大将）へ配属され、アメリカ合衆国の中立期間中にはカナダやアイスランドの基地に向けて燃料を運搬した。12月7日の真珠湾攻撃時にはニューファンドランドのアルゼンチア海軍基地で油の積み降ろし中であった。その週の内に「サンガモン」のスケジュールは過密なものとなり、再び南に向かった。
1942年前半に「サンガモン」は補助空母への転換が指定された。2月11日にハンプトン・ローズへ到着し、3日後にAVG-26（航空機搭載護衛艦）に艦種変更される。2月25日に給油艦としての就役が解かれ、ノーフォーク海軍造船所で転換作業が始まった。「サンガモン」が改装を受けている春と夏の間、後に「護衛空母」と艦種が制定されることとなる補助空母の役割は増すばかりだった。「サンガモン」に続いて他のシマロン級給油艦から3隻が抜き出され、同様に補助空母に改装される事となった結果、同型の空母のネームシップとなった。「サンガモン」の改装では153メートルに及ぶ飛行甲板、四方の長さ25メートルのエレベーター2基、格納庫、カタパルト、ソナー、対空火器および物資格納庫が新たに設置された。また、居住設備も乗員定数増加と航空要員の乗艦に対応して拡大される事となった。対空兵装も5インチ砲2基、40ミリ機関砲8基および20ミリ機銃12基と変更された。8月20日、「サンガモン」はACV-26（補助空母）として、C. W. ウィーバー艦長の指揮下で再就役した。

### トーチ作戦
「サンガモン」はチェサピーク湾とバミューダ諸島近海で調整を行った後、換気装置を改修するため基地に戻った。修理後の10月25日、トーチ作戦で空中援護を提供するため、第34任務部隊に加わって北アフリカに向かった。11月8日に北部支援部隊とともにポールリョーテ沖に到着した「サンガモン」は、第26混成航空隊 (VC-26) を空中警戒待機 (CAP)、対潜哨戒 (ASP)、および地上作戦支援に活用した。11月中旬、北アフリカを離れてアメリカ本国に向かい、ノーフォークに帰投して修理の後、パナマ運河を経由して太平洋方面に移動した。

### 1943年
1943年1月中旬、「サンガモン」はエファテ島に到着し、同地で第22空母群 (CarDiv22) を編成。次の8ヵ月間、合流してきた姉妹艦の「スワニー (USS Suwannee, CVE-27) 」および「シェナンゴ (USS Chenango, CVE-28) 」とともにニューカレドニア、ニューヘブリディーズ諸島およびソロモン諸島を結ぶ海域で行動した。また、ガダルカナル島行きの補給船団およびラッセル諸島急襲部隊の護衛にも出動した。4月5日に E. P. ムーア艦長が着任し、7月15日にはCVE-26（護衛空母）に艦種変更された。8月、「サンガモン」は拠点をエファテ島からエスピリトゥサント島に移動させたが、9月に入ってメア・アイランド海軍造船所でオーバーホールを受けるためアメリカ本国に向かった。オーバーホールでは、操舵室と戦闘情報センター室が更新された。
10月19日、「サンガモン」は第37混成航空隊 (VC-37) を乗せてサンディエゴを出港し、エスピリトゥサント島に向かった。11月13日に第53任務部隊（ハリー・W・ヒル少将）に合流してギルバート諸島海域に到着。11月20日からのタラワの戦いでは2日間にわたってタラワの日本軍に対して攻撃を繰り返した。その後は12月6日まで、空中警戒待機と味方部隊に対する対潜哨戒を続行した。作戦終了後、「サンガモン」はサンディエゴに帰投した。

### 1944年
1944年1月上旬、「サンガモン」は南カリフォルニア沖で訓練を行った後、1月13日には太平洋の戦線に戻っていった。真珠湾を経由してクェゼリンの戦いを控えたマーシャル諸島に向かったが、1月25日16時51分、通常の哨戒飛行を終えて戻ってきた戦闘機が、着艦フックをワイヤーに引っ掛ける事に失敗して駐機中の航空機の中に突っ込んだ。損傷した補助タンクから燃料が流れ出し、そこに引火して航空機が炎上した。消火作業は難航し、火は艦橋内の操舵室の高さまで吹き上がった。「サンガモン」は前部の給油装置から消火できるよう、艦を移動させて風下に立たせた。火災は16時59分には消し止められたが、わずか8分の火災で7名の乗員が死亡して7名が重傷を負った。また、火災から逃れるため15名の乗員が海中に飛び降りたが、そのうちの2名が行方不明となった。「サンガモン」は洋上で応急修理を行い、1月31日から2月中旬までクェゼリン環礁への攻撃と占領を支援した。引き続きエニウェトクの戦いに参加して、2月17日から24日までの間、上陸部隊の空中援護を行った。任務終了後、「サンガモン」は本格的修理のため真珠湾に向かった。3月1日、ムーア艦長が退任して M. E. ブラウダー艦長が着任した。
3月15日、修復なった「サンガモン」はハワイを出撃し、3月26日に高速空母任務部隊（マーク・ミッチャー中将）の支援を行う第50.1.5任務隊に加わった。第50.1.5任務隊は4月にいたるまで任務部隊に対して補給活動を実施し、アドミラルティ諸島北方海域で補給を受けた任務部隊はパラオを攻撃した。4月中旬に任務隊を離れてエスピリトゥサント島に向かった「サンガモン」は、間もなくニューギニアの戦いに参加していった。第7艦隊（トーマス・C・キンケイド中将）に加勢し、4月22日から24日までの間、ホーランジアの戦いの支援としてアイタペへの攻勢を支援した。マヌス島に下がって2日間補給を受けた後にアイタペ近海に戻り、5月5日まで哨戒任務を行った。「サンガモン」は5月19日、エスピリトゥサント島に帰投した。
エスピリトゥサント島で来るマリアナ諸島攻撃の演習を繰り返した後、「サンガモン」は6月2日に出撃。マーシャル諸島に向かい、クェゼリンで第53任務部隊に合流した後、マリアナ諸島近海に進んだ。6月17日から20日にかけて、サイパン島東方海上から第52任務部隊に対する全面支援を行った。マリアナ沖海戦で日本艦隊が敗れ去って当面の脅威が去ると、第53任務部隊から第52任務部隊に移り、7月までサイパンの戦いとサイパン島占領を支援した。7月4日にエニウェトク環礁に向かって7月7日に到着し、補給の後7月10日に出撃。7月13日から8月1日にかけてグアムの戦いに参加して、火力支援部隊の空中援護を担当した。戦場から離れて8月4日にエニウェトク環礁に帰投した「サンガモン」は、8月9日に出港してマヌス島に移動し、約1ヵ月もの間待機した。
9月9日、「サンガモン」はゼーアドラー湾を出撃してモロタイ島の戦いに参加した。9月15日から27日までの間、「サンガモン」の航空機は上陸部隊の援護と、モロタイ島に隣接するハルマヘラ島にある日本軍航空基地に対する爆撃と機銃掃射を行った。「サンガモン」は10月1日にゼーアドラー湾に帰投。次の作戦への準備に入った。

### フィリピン
10月12日、「サンガモン」はレイテ島攻略部隊とともにゼーアドラー湾を出撃した。この作戦には「サンガモン」を含めて18隻の護衛空母が参加して第77.4任務群を構成しており、司令官トーマス・L・スプレイグ少将は「サンガモン」を任務群総旗艦にしていた。任務群はさらに3つの部隊、第77.4.1任務隊（通称「タフィ1」。スプレイグ少将直率）、第77.4.2任務隊（「タフィ2」。フェリックス・スタンプ少将）、第77.4.3任務隊（「タフィ3」。クリフトン・スプレイグ少将）に分けられていた。第77.4.1任務隊はサマール島南方海域、第77.4.2任務隊はレイテ湾口、第77.4.3任務隊はサマール島東方海上で、それぞれ哨戒と上陸部隊支援の任務を遂行していった。
10月20日に予定されたレイテ島への上陸作戦に先立って、「サンガモン」の航空機はレイテ島とビサヤ諸島各地の航空基地に対して空襲を行い、上陸作戦当日には上陸部隊と支援艦船の上空援護に当たった。10月20日、「サンガモン」は零戦による空襲を受けた。しかし、その零戦が投下した爆弾は「サンガモン」から270メートル離れた場所に落ち、「サンガモン」に約0.61メートル×約1.8メートル四方のかすり傷を追わせただけに終わった。「サンガモン」はその後も日本機の攻撃目標となったが、10月24日には「サンガモン」の戦闘機が迎撃して日本機の集団を壊滅させた。この日、第77.4.1任務隊の護衛空母のうち「サギノー・ベイ(USS Saginaw Bay, CVE-82) 」と「シェナンゴ (USS Chenango, CVE-28) 」は航空機の交換を行うためモロタイ島に向かい、残るは「サンガモン」と「ペトロフ・ベイ (USS Petrof Bay, CVE-80) 」「スワニー (USS Suwannee, CVE-27) 」「サンティー (USS Santee, CVE-29) 」の4隻となった。

### サマール沖海戦と神風の初攻撃
翌10月25日、「サンガモン」から2機の航空機が飛び立ち、1機はミンダナオ海へ飛んで、スリガオ海峡で壊滅した西村祥治中将率いる南方の日本艦隊の生存者を捜索し、もう1機はレイテ島上空での空中警戒に向かった。1時間後、「サンガモン」は北へ約190キロ離れた海域にいた第77.4.3任務隊から、夜のうちにサンベルナルジノ海峡を突破してきた栗田健男中将率いる日本の中央艦隊から攻撃を受けたとの緊急報を受け取った。これを受け、「サンガモン」から空中警戒のため飛び立っていた戦闘機はサマール島沖に向かうよう指示され、続けて第77.4.3任務隊を支援する攻撃隊が編成される事となった。すでに発進していた第77.4.1任務隊の航空機はすべて呼び返され、兵装を整えた上で暫時発進しつつあった。
しかし、攻撃隊発進の真っ最中であった7時40分、1時間前の6時30分にダバオを発進して北上していた、最初の神風特別攻撃隊である菊水隊、朝日隊および山桜隊が第77.4.1任務隊に襲い掛かった。6機の零戦はただちに急降下で突入してきたため、対空砲火を打ち上げる暇も無かった。1機は「サンティー」に命中し、別の1機は「サンガモン」の上空で旋回して攻撃の機会を待っていた。しかし、この特攻機は「スワニー」の5インチ砲の射撃で撃墜され、「サンガモン」からわずか46メートル離れた海面に墜落していった。「スワニー」にも特攻機が命中して、2時間もの間作戦不能状態に陥った。残った1機は、「サンガモン」からの通報を受けた空中警戒の戦闘機によって撃墜された。一連の神風との戦いで、「サンガモン」の乗員は数名が負傷したほか、別の1名は機銃掃射で戦死した。攻撃が止むと、「サンガモン」は「サンティー」と「スワニー」に医療班を送り込み、両艦から負傷者や遺体を収容した。「サンガモン」は電気系統や舵、カタパルトの不調にもかかわらず、謎の退却をしてゆく栗田艦隊への追撃に参加する事ができた。
10月26日、「サンガモン」は空中警戒任務を再開して戦闘機を発進させた。しかし、12時15分に神風の接近が警告され、防御網をかいくぐった神風特攻大和隊の零戦は、「スワニー」に2機が命中して大破させた。「サンガモン」は10月29日にレイテ沖の戦場を去り、11月3日にゼーアドラー湾に帰投。6日後にオーバーホールのためブレマートンへ向かった。「サンガモン」は11月30日から1945年1月24日まで改修を受け、ロケット弾積み込み軌条、2基目のカタパルト、爆弾運搬用のエレベーターの新設と40ミリ機関砲、消防設備の増設、レーダー機器の更新が行われた。

### 1945年
2月中旬、オーバーホールを終えた「サンガモン」は第33混成航空隊 (VC-33) を乗せ、訓練のためハワイに到着した。第33混成航空隊はF6F艦上戦闘機18機に加え、F6Fの夜間型であるF6F-5NおよびF6F-5Eを計8機、それに夜間レーダーを装備したTBM雷撃機6機で構成されていたが、FM-2艦上戦闘機が搭載戦闘機の中核を成し、これとTBMを組み合わせた航空隊を搭載するのが定番だった護衛空母の中では異色の存在となった。3月5日、「サンガモン」は真珠湾を出港して西に向かい、3月16日にウルシー環礁に到着。ここで第52.1.1任務隊に配属されて沖縄戦初期の強襲作戦に投入されることとなった。
3月21日、「サンガモン」は慶良間諸島攻略部隊とともにウルシー環礁を出撃。道中、絶えず空中警戒を行い、慶良間諸島を占領する味方部隊の支援を行った。4月1日に沖縄戦が開始され、読谷地区への上陸作戦を援護した後、「サンガモン」は第52.1.3任務隊に移り、第22空母群に再び加わった。4月8日までの間、沖縄島南方約80キロの海上から空中警戒と上陸部隊支援を繰り返した。
4月9日、任務隊は先島諸島の東方約110キロの海域に移動し、宮古島と石垣島の日本軍航空基地に対して攻撃を行った。4月12日には沖縄島近海に戻り、沖縄戦の援護と伊江島占領の支援を行った。4月18日に再度先島諸島攻撃にはせ参じ、夜間飛行哨戒を行った。4月22日夕刻、「サンガモン」の戦闘機8機は宮古島上空で、特攻隊の出撃を援護する飛行第二十戦隊の一式戦闘機12機と空中戦を繰り広げ、4機を撃墜した。さらに夜間戦闘機を呼び寄せて空中戦を続け、新たに出現した4機の日本機のうち2機を撃墜したと判断された。4月末から5月に入っても、「サンガモン」の航空機は日本軍航空基地に対する圧力をかけ続けていた。

### 神風
5月4日、「サンガモン」は補給のため慶良間諸島に到着。補給は神風などの接近でしばしば中断されたものの、18時30分には終了して再び外洋に向かって動き出した。しかし、間もなく「サンガモン」は47キロ先から神風が接近しつつある事を知った。陸上戦闘機が迎撃して9機を撃墜。残る1機は19時ごろに「サンガモン」の左舷艦尾部めがけて突入してきた。「サンガモン」は取舵で急旋回しつつ対空砲火を撃ち、護衛艦艇の助けも得て神風を撃墜。「サンガモン」の右舷からわずか7.6メートル離れた海面に墜落した。
別の特攻機（日本陸軍飛行第105戦隊の三式戦闘機もしくは日本海軍第17大義隊の零戦）は19時25分、迎撃戦闘機の哨戒網を突破して対空砲火を避けるため一旦雲中に入り、19時33分に雲から出てきたかと思えば「サンガモン」に真一文字に突っ込んで、操舵室中央部に命中。爆弾は艦内部で爆発し、多大な損害を与えた。わずか15分の間に、格納庫や操舵室を初めとして艦のあちこちから制御不能なほどの火災が発生し、艦橋との音信が途絶えることとなった。悪い事に、火災は風に煽られてますます大きくなりつつあった。それでも、20時15分までには消火手順が整理され、乗員は大火災に立ち向かう事となった。爆弾の炸裂で消防装置にダメージがあって水圧が低かったものの、消火ガスボンベによって消火が始まった。また、近在の艦船も消火作業を手伝うため集合してきた。その甲斐あって、22時30分までには鎮火する事ができた。通信も、近接した駆逐艦「フラム (USS Fullam, DD-474) 」を介した通信および、艦内で唯一使用可能だった航空機用超短波無線を利用して、23時20分頃までには回復した。「サンガモン」は11名の戦死者、25名の行方不明者および21名の重傷者を出した。生き残った乗員は、修羅場を潜り抜けて生き残れた事を祝ってアイスクリームを食べた。また、乗員の一人は「わが艦の飛行甲板を突き抜けたあの男は、私より立派だ。私には、あんなことはやれなかっただろう」と、神風のパイロットを称えた。「サンガモン」は仮修理のため慶良間諸島に引き返した。

### 戦後
「サンガモン」は慶良間諸島からウルシー環礁に向かい、続いて真珠湾を経由して本国への帰路に就く。1945年6月12日にノーフォークに到着し、修理が行われた。1945年8月15日に戦争が終わると、修理作業は中断された。9月には不活性化が命じられ、10月24日に退役する。11月1日に除籍された。サンフランシスコのヒルコーン・スティームシップ社に売却され、1948年2月11日に引き渡された。
その後の「サンガモン」は、ロイド・レジスターの記録によれば、タンカーに戻った上で1950年代から1960年にかけてニューヨーク、パナマおよびモンロビアの船会社を転々とした。1960年3月9日にテキサス州ガルベストンを出港してボンベイに向かったサンガモンは、途中で座礁事故を起こしてスエズに曳航された。最終的には1960年8月に大阪で廃棄処分となった。
「サンガモン」は第二次世界大戦の功績で8個の従軍星章を受章した。搭載した3つの航空群はそれぞれ殊勲部隊章を受章した。